# Joseph André Cellony
Joseph André Cellony est un peintre français baptisé à Aix-en-Provence le 30 novembre 1696 et mort dans la même ville le 7 février 1746.

## Biographie
Son père, Joseph Cellony (1663-1731), également un artiste renommé dans la capitale provençale, natif d'Aix, fils de Pierre et de Delphine Tassy, il était, dès 1692, « le peintre en portrait le plus distingué qu'il y eut dans cette ville. La ressemblance qu'il saisissait au point qu'on ne pouvait s'y méprendre, la correction de son dessin et la touche hardie de son pinceau dans le genre de Fauchier, lui donnèrent de la célébrité. Il mourut à Aix, le 18 janvier 1731, à l'âge de 68 ans. »
Fils unique, et après avoir acquis les rudiments de son art auprès de son père, Joseph André fut envoyé très tôt à Paris pour se perfectionner dans l'atelier de Hyacinthe Rigaud, « dans l'art qu'exerçait son père qu'il surpassa. Sa touche est plus douce et les étoffes qu'il peignait imitent mieux la nature, surtout celles de soie, par le transparent et le glacis qu'il y employait. »
Dans les années 1724, lorsque le peintre catalan élabore pour le marquis de Gueidan un vaste portrait en habit de président au parlement de Provence, de nombreuses tractations sur les adaptations à faire à l'idée originale sont d'actualité. Étienne de Lieutaud, cousin du marquis, tempère l'impatience du modèle à recevoir son portrait et cite Cellony comme intervenant de choix afin de rendre la ressemblance de la toile en un dessin : 

« Enfin, il travailla tout samedy pour vous et tout aujourd’uy ; j’y ay été depuis le matin jusqu’à neuf heures du soir et vous pouvez compter qu’il y a fait des changements considérable et que s’est un des plus beaux morceaux qu’il ait fait et qu’il faira de sa vie ; celuy que vous avez mettra pavillon bas et le dernier est infiniment au-dessus.

Comptez sur ce que j’ay l’honneur de vous écrire et que vous trouverez que je n’exagère point ; mais je ne sçaurois encor vous annoncer le départ d’un si rare morceau, car comme s’est une attitude nouvelle, il veut en garder le dessein sur du papier bleu comme ceux qu’il vous a montré : se sera le fils de Selony qui le dessinera, mais il le retouche ensuite et il n’est pas possible de refuser cette complésence à un aussi habile homme et qui a voulu se donner une nouvelle peine, ce qu’il n’auroit pas fait pour tout autre. »

Joseph André Cellony meurt à Aix-en-Provence le 7 février 1746, à la fleur de l'âge, laissant trois fils, dont l'un, Joseph II Cellony, né en cette ville le 1er février 1730, est également un peintre distingué, mais dans un autre genre. 
En 1716, on entreprend la décoration de la grande salle où se tiennent les conseils de ville d'Aix. Ce sont les Cellony père et fils, mais aussi Vialy, qui sont chargés de peindre les portraits des anciens comtes de Provence et des rois de France successeurs de Joseph Étienne de Meyran-Lacetta, marquis de Lagoy, alors premier consul. Mais la peste qui fit tant de ravages en Provence en 1720 et 1721, suspend leurs travaux, et l'ouvrage n'est enfin terminé qu'en 1726.
Cellony « le fils » semble avoir donc été, par la finesse de sa technique, un artiste majeur dans la production des portraits en Province au XVIIIe siècle.

## Famille
- Jacques Cellony, maître tailleur à Aix
  - Antoine Cellony marié à Marguerite Valisset le 28 mai 1629, fille de Francois Valisset, maître peintre à Aix, actif entre 1595 et 1643,
    - Pierre Cellony marié à Delphine Tassy (ou Taxi) le 22 avril 1657,
      - Joseph Cellony marié à Chrétienne Boyer le 28 décembre 1692,
        - Joseph André Cellony, peintre, marié à Victoire Escalier le 8 février 1729,
          - Joseph II Cellony (Aix 1730-Paris 1786), sans descendance, franc-maçon,
          - Jean-Louis Cellony (Aix 1732-Aix 1819), procureur au parlement d'Aix, marié en 1799 avec Marguerite Ursule Figuière (morte en 1813), veuve de Pierre Florent Grange,
          - Gaspard Cellony (Aix 1743-Aix 1794), procureur au parlement d'Aix, héritier universel de Joseph II Cellony, franc-maçon à la loge de L'Étroite Observance des Amis Réunis.

    - Diane Cellony mariée à Timothée Laroche,
      - Antoine Laroche (vers1683-1740), marié à Claire Michel, orfèvre.

## Hommage
Une rue d'Aix-en-Provence porte le nom de « rue Cellony » en hommage à la famille de ces peintres par délibération du conseil municipal, le 9 mai 1894.